# العبادلة العليا (حجة)
العبادلة العليا هي إحدى قرى الجمهورية اليمنية. وهي تتبع جغرافيًا لمحافظة حجة. وإداريًا لمديرية افلح الشام. يبلغ تعداد سكانها 2054 نسمة حسب الإحصاء الذي جرى عام 2004.